# Auxais
Auxais es una pequeña localidad y comuna francesa, situada en el departamento de Mancha en la región de Baja Normandía.

## Demografía
| 155 | 180 | 156 | 135 | 130 | 137 |
| Para los censos de 1962 a 1999 la población legal corresponde a la población sin duplicidades (Fuente: INSEE [Consultar]) |     |     |     |     |     |

(Población sans doubles comptes según la metodología del INSEE).